# Sunderland
|  | Per a altres significats, vegeu «Sunderland (desambiguació)». |

Sunderland és una ciutat del nord-est d'Anglaterra, al comtat metropolità de Tyne i Wear. La major part de la ciutat és sobre una carena paral·lela a la costa. De mitjana, està a 80 m d'altitud sobre el nivell del mar. Té 177.739 habitants (2001). El riu Wear divideix la ciutat en dues, i només hi ha dos ponts que connectin ambdues parts: el Queen Alexandra Bridge i el Wearmouth Bridge. Sunderland és un cas típic de clima oceànic, amb hiverns frescos i estius suaus i una oscil·lació tèrmica petita. La seva situació a la costa fa que les temperatures hivernals siguin una mica més suaus que la mitjana del país i que a l'estiu siguin més fresques.

## Persones il·lustres
- Joseph Swan (1828 - 1914) inventor i químic[2]